# Саргатська культура
Саргатська культура — археологічна культура залізної доби.
Час існування 500 рік до Р. Х. — 500 рік після Р. Х.. Охоплювала практично всю територію західносибірського лісостепу.
Саргатська культура залишила яскравий слід у давній історії Західного Сибіру.
Курганні поховання Потобол'я, Поішим'я, Середнього Поіртиш'я й Бараби, де переважає північне орієнтування небіжчиків і перебуває приблизно подібний поховальний інвентар.
Досліджувалася археологами П. А. Дмитрієвим, В. М. Чернецовим й В. П. Левашевим, які стали першовідкривачами саргатської археологічної культури.
Археологічні та генетичні дані свідчать про те, що саргатська культура була потенційною зоною змішання корінного угорського та/або сибірського населення та степових народів з півдня, можливо раннього іранського або індоіранського походження. 

## Металургія

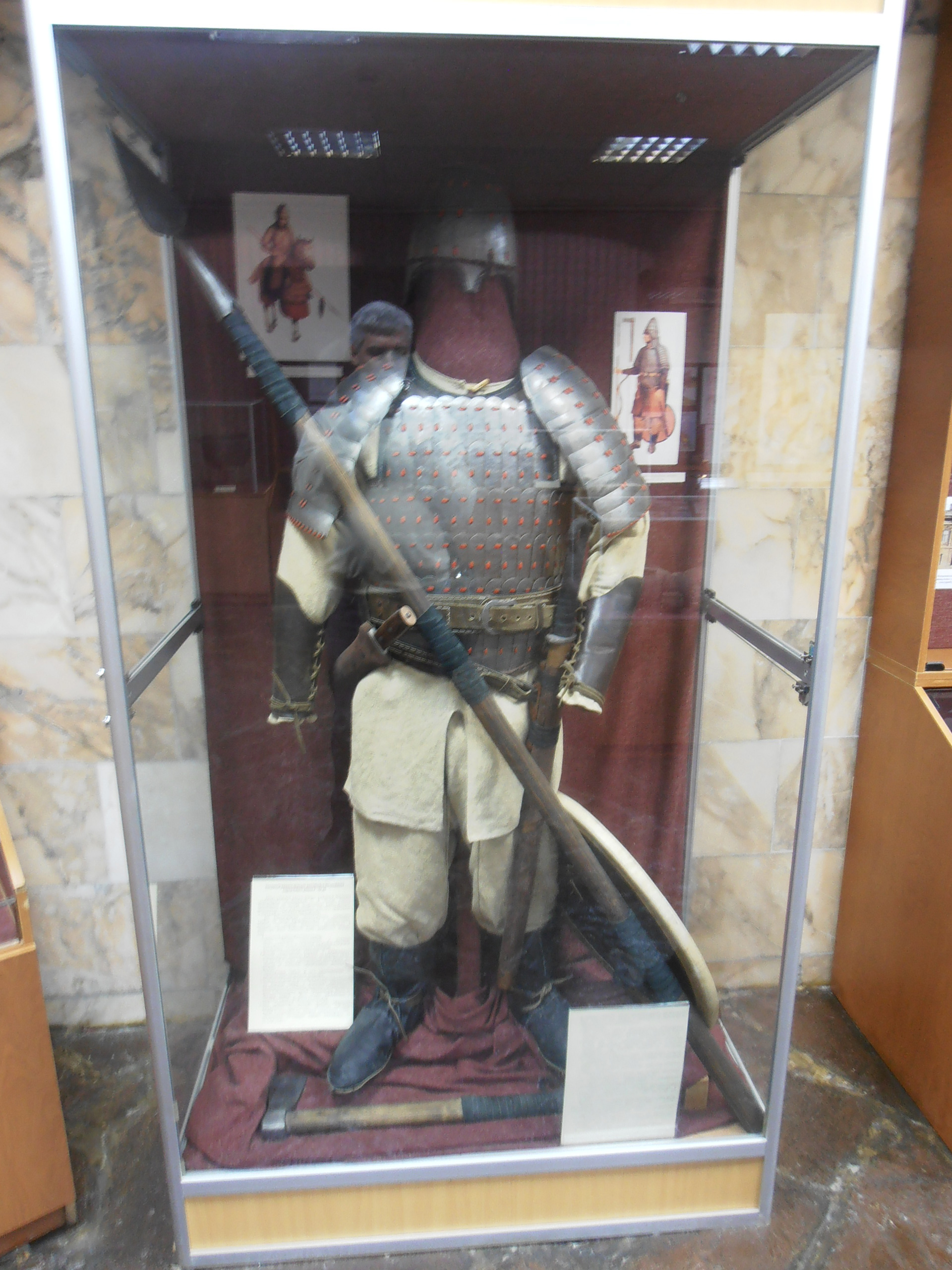
Реконструкція озброєння воїна Саргатської культури в Музеї археології та етнографії в Тюмені

Саргатська металургія має тубільне походження. 
У деяких поселеннях, пов'язаних з цією культурою, виявлено залишки простих доменних печей і кузень. 
Збільшення виробництва саргатського заліза забезпечувало місцеве населення та його кочових сусідів. 
Металографічне дослідження саргатського матеріалу показує, що переважали вироби з ковкого чавуну та сталі середньої та високої якості. 
Нерівномірно навуглену сталь виробляли безпосередньо в доменній печі. 
У середньому для виробництва зброї використовувалася карбонізована сталь, отримана в результаті спеціального процесу цементації. 
Були відомі також кування, багатошарове зварювання, гарт, хоча якість зварювання була невисокою, а температурний режим досить нестабільним. 

## Генетика
Зразки мт-ДНК, виділені від осіб, пов’язаних з Саргатською культурою, показали, що серед популяції присутні гаплогрупи A, C, T1, Z, B4a, N1a1a1a, U5a1, H, H8 і C4a2c1; а також Y-хромосомні гаплогрупи: N1a1, R1a1, Q1 і R1b. 

Згідно з дослідженням 2021 року, яке вивчило загальногеномні дані різних стародавніх середньоазійських степових народів, північні землеробські культури, пов’язані з саргатською культурою, демонструють близьку генетичну близькість до східних кочових скіфів, саків. 
Досліджені особини Саргатської культури також виявляють додаткову спорідненість, якої немає в скіфських групах, в кінцевому підсумку пов’язану з північно-сибірською лінією. 
Вони представляють собою типове сакське поєднання походження Ancient Northeast Asian і Західні степові скотарі з невеликим внеском BMAC і невеликим специфічним сибірським (Еквен)
 
Результати підтверджують історичну гіпотезу про те, що саргатська культура утворилася в результаті змішування прибулих скіфських груп і невідомого місцевого або сусіднього населення, яке, можливо, було носієм цього позасибірського предка. 